# Bisel
 Bisel  là một xã thuộc tỉnh Haut-Rhin trong vùng Grand Est, đồng bắc Pháp. Xã này có diện tích 8,1 km², dân số năm 1999 là 579 người. Khu vực này có độ cao trung bình 411 mét trên mực nước biển.